# Ajmiriganj
Ajmiriganj är ett underdistrikt i Bangladesh. Det ligger i den östra delen av landet, 130 kilometer nordost om huvudstaden Dhaka.
Trakten runt Ajmiriganj består till största delen av jordbruksmark. Runt Ajmiriganj är det tätbefolkat, med 493 invånare per kvadratkilometer.